# Río Pachachaca
El Pachachaca (del quechua: Pachachaka mayu) es un afluente del río Apurímac que discurre a través del Departamento de Apurímac, en el Perú.
Desde su extremo sur hasta su desembocadura en el límite meridional de la región, por la orilla izquierda del Apurímac. Su cauce sinuoso discurre al fondo de un profundo cañón de origen aluvial.

## Puente Colonial Pachachaca

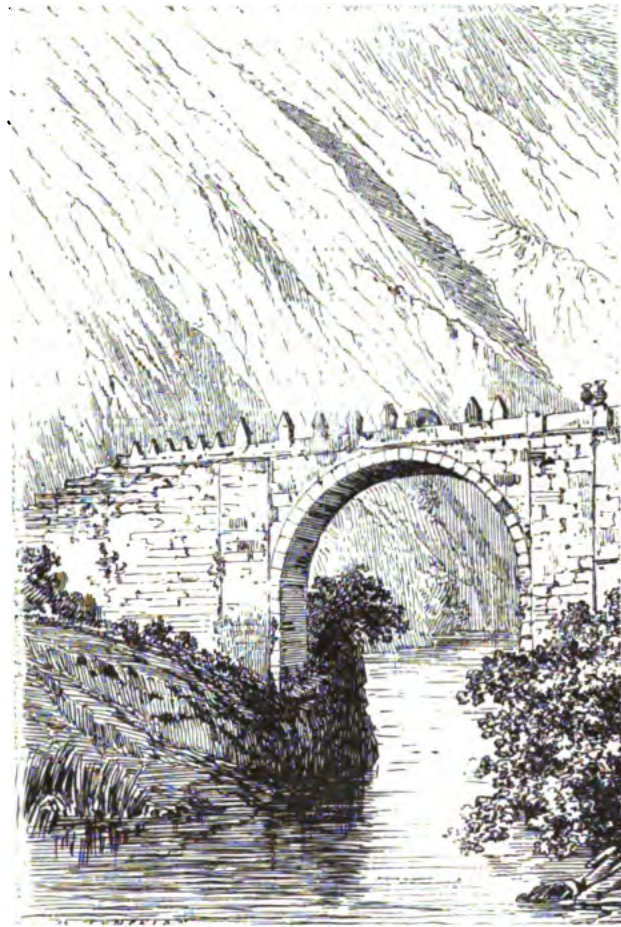
El puente sobre el río Pachachaca construido en época colonial española, según grabado de hacia 1878 en el libro de Charles Wiener Perou et Bolivie, recit d'un voyage.

La construcción de este puente fue iniciada en 1654 por orden del Virrey Conde de Salvatierra. La construcción está hecha a base de cal y la piedra; y une las ciudades de Abancay y Andahuaylas. Fue declarada como Patrimonio Histórico Cultural de la Nación del Perú. Actualmente los cercos y las columnas en los bordes están deteriorados.